# Epiphyllum laui
Az Epiphyllum laui egy mexikói litofita levélkaktusz, mely illatos, nappal nyíló virágai miatt egyre inkább terjedőben van a gyűjteményekben.

## Elterjedése és élőhelye
Mexikó: Észak-Tumbala, Chiapas állam. A gyűjtés helyén a növény litofitikus lávafolyásokon, a fák árnyékában 1800–2200 m tszf. magasságban, nem kizárt azonban, hogy máshol epifitikus növény.

## Jellemzői
Bokrosan elágazó litofita, hajtásainak töve 10–20 mm hosszan hengeres, 6–9 mm átmérőjű, a hajtás többi része lapított, 50–70 mm széles, az areoláknál bevágott, színük viaszos zöld. Areolái kevéssé gyapjasak, tövisei száma 1-3, hosszuk 3–5 mm, barnássárgák. Virágai nappal nyílnak, két napig is nyitva maradnak, 150–160 mm hosszúak, 140–160 mm szélesek, a pericarpium olívazöld, némi rózsaszínes árnyalattal, kevéssé gyapjas, és a pikkelyek tövében 1-3 szört hordoz. a virágtölcsér 90 mm hosszú, 9–10 mm átmérőjű, olívaszínű, majd feljebb rózsaszínűvé vagy sárgává válik. A külső szirmok vöröses-narancssárgás színűek, a közepük sárga. A belső szirmok fehérek. A bibe és a porzók krémfehérek. Termése 60–80 mm hosszú, 20–30 mm átmérőjű kárminvörös, fehér pulpájú, idősen rózsaszínné váló bogyó, magjai 2×1 mm nagyságúak, feketék.

## Rokonsági viszonyai
Bár a fajt 1975-ben felfedezték, és kultúrában már többen beszámoltak virágzásáról, leírására csak 1990-ben kerülhetett sor, amikor először virágzott a Huntington Botanical Garden-ben. Közeli rokona az Epiphyllum anguliger és Epiphyllum crenatum fajoknak, azokhoz hasonlóan több napig nyílnak virágai. Késői felfedezése miatt az X Epicactus hibridekben nincs jelen genetikai állománya.